# Virtual Bowling
Virtual Bowling (バーチャルボウリング en japonais) est un jeu vidéo de  bowling sorti en 1995 sur Virtual Boy. Le jeu a été développé et édité par Athena. Il est seulement sorti au Japon.

## Système de jeu
Virtual Bowling est un jeu de sport dans un style de jeu d'arcade,  similaire au jeu World Bowling sur Game Boy, par le même développeur, ou encore à Nester's Funky Bowling, aussi sur Virtual Boy. Trois modes de jeu différents existent : modes standard, entrainement et tournoi.
Avant chaque tir, il est possible d'ajuster la position du personnage, de viser avec la croix directionnelle et de choisir la vitesse de tir et la rotation de la boule.